# Ajit Jogi
Ajit Pramod Kumar Jogi (29 tháng 4 năm 1946  –  29 tháng 5 năm 2020) là một chính trị gia Ấn Độ, từng là bộ trưởng đầu tiên của bang Chhattisgarh, Ấn Độ. Ông là thành viên của đảng chính trị, đảng Quốc Đại Ấn Độ (INC).

## Học vấn
Jogi học ngành Kỹ thuật cơ khí tại Đại học Công nghệ Maulana Azad, Bhopal, giành Huy chương Vàng Đại học năm 1968. Sau khi làm việc một thời gian ngắn với tư cách là giảng viên tại Học viện Công nghệ Quốc gia, Raipur, ông đã được chọn cho cả Dịch vụ Cảnh sát Ấn Độ và Dịch vụ Hành chính Ấn Độ.

## Cuộc bầu cử Lok Sabha năm 2014
Trong thời gian diễn ra cuộc bầu cử Lok Sabha năm 2014 trên ghế Mahasamund, mười một ứng cử viên độc lập có tên Chandu Lal Sahu đã nộp đơn xin điều hành. Vào thời điểm đó, ứng cử viên chính của Jogi là Chandu Lal Sahu của đảng BJP. Sahu cuối cùng đã giành chiến thắng trong cuộc bầu cử chỉ với số tiền nhỏ là 133 phiếu  và Jogi bị buộc tội trồng những tên đó để gây nhầm lẫn cho cử tri.

## Chức vụ từng đảm nhiệm
Jogi từng là một nhà sưu tập quận của Indore trong năm 1981.
- 1986, Ủy ban Quốc hội Ấn Độ (AICC) về phúc lợi của các diễn viên theo lịch trình và các bộ lạc theo lịch trình.
- 1986, thành viên của Rajya Sabha (hai nhiệm kỳ) [5]
- 1987, Tổng thư ký, Ủy ban Quốc hội bang Missouri, Madhya Pradesh và cũng là thành viên của các ủy ban về Cam kết công cộng, Công nghiệp và Đường sắt.
- 1989, Quan sát viên trung tâm của Quốc hội Ấn Độ về bầu cử cho Lok Sabha từ các khu vực bầu cử ở Manipur.
- 1995, Quan sát viên trung tâm của Quốc hội Ấn Độ cho cuộc bầu cử Quốc hội Sikkim.
- 1995-96, Chủ tịch Ủy ban Khoa học, Công nghệ và Môi trường và Rừng
- 1996, Nhóm nòng cốt, bầu cử Nghị viện AICC (Lok Sabha)
- 1996, Phái đoàn Ấn Độ tại Liên Hợp Quốc cho Lễ kỷ niệm 50 năm, New York.
- 1997, Quan sát viên, Bầu cử Ủy ban Quốc hội Delhi. Thành viên, AICC. Thành viên của Ủy ban Giao thông và Du lịch, Phát triển Nông thôn và Đô thị, Ủy ban Tư vấn, Bộ Than, Ủy ban Tư vấn, Bộ Năng lượng, Ủy ban Công Thương, Nhà tài trợ, Tiểu ban Thuế gián tiếp, Hội đồng Phó Chủ tịch, Rajya Sabha
- 1997, Đại biểu Quốc hội Ấn Độ ở Hội nghị IPU lần thứ 98, Cairo
- 1998, được bầu làm Thành viên Nghị viện (MP) cho đảng thứ 12 Lok Sabha cho khu vực bầu cử Raigarh ở Chhattisgarh [7]
- 1998 - 2000, ông là Phát ngôn viên Ngoại giao, AICC, Whip, Đảng Nghị viện Quốc hội, Chủ tịch công tác, Ủy ban Quốc hội Madhya Pradesh
- 1998, Ủy ban Phát triển nguồn nhân lực và Tiểu ban II về Giáo dục y tế, Ủy ban than dầu, Ủy ban tư vấn, Bộ than
- 2000-2003, Bộ trưởng chỉnh phủ Chhattisgarh
- 2004, MP trong lần thứ 14 Lok Sabha cho Mahasamund, Chhattisgarh [8]
- 2008, thành viên của Hội đồng lập pháp Chhattisgarh, đại diện cho khu vực bầu cử Marwahi [3]

## Các cáo buộc liên quan
Vào tháng 6 năm 2007, Jogi và con trai của ông đã bị bắt vì liên quan đến vụ giết hại thủ quỹ của Đảng Quốc hội (NCP) Ram Avtar Jaggi, người đã bị bắn chết vào tháng 6 năm 2003. Tuy nhiên, sau năm năm đăng ký một vụ án chống lại ông, Cục Điều tra Trung ương (CBI) dựa trên ý kiến của Tổng luật sư Ấn Độ (ASG), ông Gopal Subramanian nói rằng Jogi không thể bị truy tố theo bất kỳ luật nào. Tuy nhiên, Đảng Bharatiya Janata (BJP) cáo buộc rằng Quốc hội đã khiến chính phủ UPA lạm dụng Cục Điều tra Trung ương (CBI) để bảo vệ Jogi.
Vào ngày 6 tháng 6 năm 2016, Jogi tuyên bố anh ta đã phá vỡ mối quan hệ với Quốc hội Ấn Độ tại một cuộc họp chính trị ở Chhattisgarh.
Vào tháng 8 năm 2019, một ủy ban tư pháp cấp cao đã bác bỏ yêu sách của Jogi thuộc về Bộ lạc theo lịch trình (ST) và hủy bỏ tất cả các chứng chỉ đẳng cấp của anh ta. Jogi đã được đặt theo Bộ luật Hình sự Ấn Độ 420 (gian lận), 467 (giả mạo an ninh có giá trị), 468 (giả mạo cho mục đích gian lận) và 471 (sử dụng như một tài liệu giả mạo hoặc hồ sơ điện tử). Ngoài ra, Jogi bị buộc tội gian lận và giả mạo liên quan đến tuyên bố trong một bản khai thăm dò ý kiến do anh ta đệ trình trong cuộc bầu cử Quốc hội 2013. Đối mặt với một báo cáo thông tin đầu tiên (FIR) và bị bắt trong trường hợp chứng nhận đẳng cấp giả, Jogi đã được đưa vào một bệnh viện tư nhân ở Delhi-NCR sau khi ông phàn nàn về tình trạng sức khỏe.

## Cái chết của ông
Jogi qua đời vào chiều thứ Sáu ngày 29 tháng 5 năm 2020 ở tuổi 74. Con trai ông, Amit Jogi, đã chính thức xác minh thông tin này trên trang Twitter của mình. Jogi được đưa vào bệnh viện do bệnh đau tim, xảy ra do một hạt me bị mắc kẹt trong cổ họng.

## Đại hội Janta Chhattisgarh (J)
Đại hội chính trị Janta Chhattisgarh được thành lập bởi Jogi, sau khi ông và con trai Amit bị trục xuất khỏi Quốc hội Ấn Độ do các hoạt động chống đảng cũng như xúc phạm một đảng viên trong đảng Antagarh bằng các cuộc bầu cử. Amit đã bị trục xuất trong sáu năm.
Jogi đã tự mình thành lập một đảng phái riêng ở làng Thathapur của quận Kawardha và trực tiếp mở lời thách thức Bộ trưởng Bộ trưởng Chhattisgarh Raman Singh.
Vào tháng 2 năm 2018, Jogi tuyên bố rằng ông sẽ tranh cử cuộc bầu cử từ Rajnandgaon, và sau một thời gian, ông cũng tuyên bố rằng ông sẽ tranh cử cuộc bầu cử ở Marvahi. Vào ngày 29 tháng 4, Jogi đã triệu tập hơn 72000 người để hội nhập vào ngày sinh nhật của mình. 

## Các thông tin liên quan
1. ↑  "Ajit Jogi (born ngày 29 tháng 4 năm 1946 died ngày 29 tháng 5 năm 2020)". Bản gốc lưu trữ ngày 16 tháng 4 năm 2015. Truy cập ngày 10 tháng 4 năm 2015.
2. ↑  http://www.answers.com/topic/ajit-jogi
3. 1 2  "Same battles, different turfs". The Indian Express. ngày 27 tháng 3 năm 2009. Truy cập ngày 23 tháng 1 năm 2010.
4. ↑  "Chhattisgarh contenders". Sify.com. Truy cập ngày 23 tháng 1 năm 2010.
5. 1 2  "Profile/Chhattisgarh Chief Minister Ajit Jogi". Rediff.com. ngày 1 tháng 11 năm 2000. Truy cập ngày 23 tháng 1 năm 2010.
6. ↑  "Constituencywise-All Candidates". Election Commission Of India. Bản gốc lưu trữ ngày 11 tháng 7 năm 2014. Truy cập ngày 7 tháng 7 năm 2014.
7. ↑  "Jogi's true colours". Rediff.com. ngày 31 tháng 12 năm 2004. Truy cập ngày 23 tháng 1 năm 2010.
8. ↑  "Ajit Jogi, Ujwala Shinde in Congress list". The Hindu. ngày 31 tháng 3 năm 2004. Bản gốc lưu trữ ngày 15 tháng 11 năm 2004. Truy cập ngày 23 tháng 1 năm 2010.
9. ↑  "Down but not out". India Today. ngày 22 tháng 12 năm 2003. Truy cập ngày 29 tháng 11 năm 2014.
10. ↑  "UPA misused the CBI in Jogi case, alleges BJP". The Hindu. ngày 25 tháng 5 năm 2008. Truy cập ngày 29 tháng 11 năm 2014.
11. ↑  "CBI not to prosecute Jogi". Sify News. ngày 7 tháng 1 năm 2007. Bản gốc lưu trữ ngày 24 tháng 9 năm 2015. Truy cập ngày 31 tháng 5 năm 2020.
12. ↑  http://navbharattimes.indiatimes.com/state/madhya-pradesh/bhopal/indore/ajit-jogi-announces-new-party-part-ways-from-congress/articleshow/52622422.cms
13. ↑  https://indtoday.com/chhattisgarhs-first-chief-minister-ajit-jogi-dies-at-74/
14. ↑  Ajit Jogi announces new political party
15. ↑  Congress set to split in Chhattisgarh
16. ↑  Congress embarrassed after audio tapes link Ajit Jogi to sabotaging party prospects in 2014 bypolls
17. ↑  Chhattisgarh Janta Congress: Ajit Jogi names his new party
18. ↑  Ajit Jogi names new party, Chhattisgarh Janata Congress (Jogi)
19. ↑  Ajit Jogi names his new party